# Bad Boy Entertainment
Bad Boy Entertainment ist ein US-amerikanisches Unternehmen mit mehreren Geschäftsbereichen  um das Hip-Hop-Label Bad Boy Records, eines der größten, erfolgreichsten Plattenlabel der 1990er.
Das Label wurde 1993 von Sean Combs, besser bekannt als Puff Daddy / P. Diddy / Diddy, der auch der Produzent seiner „Schützlinge“ ist, gegründet. Laut eigenen Angaben wurden weltweit über 75 Millionen Tonträger verkauft, der durchschnittliche Jahresumsatz betrug über 100 Millionen US-Dollar.
Außerdem gehören u. a. eine Künstlermanagement-Agentur, eine Werbeagentur und mehrere Restaurants zu Bad Boy Entertainment. Insgesamt wird mit 600 Mitarbeitern ein Umsatz von 300 Millionen US-Dollar jährlich erwirtschaftet (Angaben von 2005).
Das Label hat eine berüchtigte Rolle im „Beef“ der US-Küsten, East Coast vs. West Coast, gespielt.

## Künstler
Folgende Künstler sind oder waren bei Bad Boy Entertainment:
- Craig Mack
- Notorious B.I.G.
- Faith Evans
- Lil’ Kim
- Total
- 112
- Mase
- The Lox
- Carl Thomas
- Loon
- Dream
- Mario Winans
- Puff Daddy
- Da Band
- G-Dep
- Eliot Ness
- Black Rob
- Cassie
- Danity Kane
- Yung Joc
- Jordan McCoy
- Day26

## Diskografie (Auswahl)
- 1994 – Craig Mack – Project: Funk Da World
- 1994 – The Notorious B.I.G. – Ready to Die
- 1995 – Faith Evans – Faith
- 1996 – Total – Total
- 1997 – Ma$e – Harlem World
- 1997 – The Notorious B.I.G. – Life After Death
- 1997 – Puff Daddy & The Family – No Way Out
- 1998 – Faith Evans – Keep The Faith
- 1998 – The Lox – Money, Power & Respect
- 1998 – Total – Kima, Keisha & Pam
- 1999 – Puff Daddy – Forever
- 1999 – The Notorious B.I.G. – Born Again
- 2000 – Black Rob – Life Story
- 2000 – Carl Thomas – Emotional
- 2000 – Ma$e – Double Up
- 2000 – Shyne – Shyne
- 2001 - 112 – One Twelve Part III
- 2001 – Dream – It Was All a Dream
- 2001 – G.Dep – Child of the Ghetto
- 2001 – Faith Evans – Faithfully
- 2002 – Various – We Invented the Remix
- 2003 – Bad Boys II: The Soundtrack
- 2004 – 8Ball & MJG – Living Legends-Chopped & Screwed
- 2004 – Mario Winans – Hurt No More
- 2004 – Ma$e – Welcome Back
- 2004 – The Notorious B.I.G. – Ready to Die The Remaster CD and DVD
- 2005 – Boyz N Da Hood – Boyz N Da Hood
- 2005 – Black Rob – The Black Rob Report
- 2005 – The Notorious B.I.G. – Duets: The Final Chapter
- 2006 – Cassie – Cassie
- 2006 – Danity Kane – Danity Kane (Target Edition)
- 2006 – P Diddy – Press Play
- 2006 – Yung Joc – New Joc City
- 2008 – Day26 – Day 26
- 2009 – Day26 – Forever in a Day
- 2012 – French Montana – Excuse My French
- 2012 – Machine Gun Kelly – Lace Up
- 2015 – Machine Gun Kelly – General Admission
- 2015 – Puff Daddy – MMM
- 2017 – Machine Gun Kelly – Bloom
- 2019 – Machine Gun Kelly – Hotel Diablo
- 2020 – Machine Gun Kelly – Tickets to My Downfall
- 2022 – Machine Gun Kelly – Mainstream Sellout